# Yūma Uchida
Yūma Uchida (内田 雄馬 Uchida Yūma?,  Tokio, Japón, 21 de septiembre de 1992) es un actor de voz y cantante japonés, anteriormente afiliado a I'm Enterprise, actualmente está afiliado a Intention. Algunos de sus papeles más destacados incluyen el de Ash Lynx en Banana Fish, Megumi Fushiguro en Jujutsu Kaisen, Ritsuka Uenoyama en Given, Kyō Sōma en Fruits Basket, Yūma Kousaka en Gundam Build Fighters Try, Nagisa Kiryū en Classroom Crisis, Eishirō Yabuki en Gakusen Toshi Asterisk, Kawaki en Boruto: Naruto Next Generations, Hayate Immelmann en Macross Delta y Ein Dalton en Mobile Suit Gundam: Iron-Blooded Orphans. En 2017, junto con sus colegas, Yūsuke Kobayashi y Setsuo Itō, Uchida ganó en la categoría de "Mejor actor nuevo" en la undécima ceremonia de los Seiyū Awards.
En mayo de 2018, Uchida debutó como cantante bajo la discográfica King Records con su primer sencillo, New World. Su hermana mayor, Maaya Uchida, también es actriz de voz. El 1 de enero de 2024, Uchida anuncia su matrimonio con la también seiyū Rina Hidaka.

## Carrera Musical
Uchida hizo su debut en solitario en mayo de 2018 bajo el sello discográfico King Records, lanzando su primer sencillo en solitario "New World"; alcanzó el noveno lugar en el Oricon Weekly Singles Chart y permaneció en el listado durante 4 semanas. 
El 19 de septiembre de 2018, lanzó su segundo sencillo, "Before Dawn", que alcanzó el puesto número 11 en la lista semanal de sencillos de Oricon y se mantuvo en la lista durante tres semanas. Tras el lanzamiento, realizó su primera presentación en vivo el 24 de septiembre de 2018 en el King Super Live 2018, celebrado en el Tokyo Dome, donde cantó "New World" y "Before Dawn". Él, junto con Angela, Shouta Aoi y Mamoru Miyano, cantaron "Kakumei Dualism" para el bis.
El 8 de mayo de 2019, lanzó su tercer sencillo, "Speechless", que alcanzó el séptimo puesto en la lista semanal de sencillos de Oricon y permaneció en la lista durante dos semanas. La canción principal del sencillo se usó como tema de cierre del anime Kono Oto Tomare !. 
El 30 de mayo de 2019, anunció en su Twitter que celebra su primer aniversario como solista con el lanzamiento de su primer álbum "HORIZON" el 24 de julio de 2019, y también realizará su primera gira en vivo en 3 ciudades importantes de Japón a partir de octubre. Hizo su primera aparición en televisión como artista en Ongaku no Hi 2019. Su primer álbum alcanzó el séptimo lugar en la lista semanal de álbumes de Oricon. 
El 27 de noviembre de 2019, lanzó su cuarto sencillo, «Rainbow», que alcanzó el octavo puesto en la lista semanal de sencillos de Oricon y permaneció en la lista durante dos semanas. La canción principal del sencillo se usó como tema de cierre del anime Kono Oto Tomare!.
El 19 de febrero de 2020, lanzó su quinto sencillo, "Over". La canción principal del sencillo se utilizó como tema de cierre del anime Ahiru no Sora.

## Vida personal
El 1 de enero de 2024, anunció su matrimonio con la también actriz de voz Rina Hidaka.

## Filmografía

### Anime
| Año  | Título                                                   | Papel                                           |
| ---- | -------------------------------------------------------- | ----------------------------------------------- |
| 2013 | Aikatsu!                                                 | Deliveryman                                     |
| 2013 | Kyōkai no Kanata                                         | Schoolboy                                       |
| 2013 | Love Lab                                                 | Boys, Store clerk                               |
| 2013 | Makai Ōji                                                | Baker                                           |
| 2013 | Miss Monochrome                                          | Convenience store customer, boxing play-by-play |
| 2013 | Nagi no Asukara                                          | Hibana Asahi                                    |
| 2014 | Cardfight!! Vanguard G                                   | Fighter, Painter                                |
| 2014 | Gundam Build Fighters Try                                | Yūma Kōsaka                                     |
| 2014 | Hitsugi no Chaika                                        | Varios                                          |
| 2014 | Isshūkan Friends                                         | Classmate                                       |
| 2014 | JoJo's Bizarre Adventure: Stardust Crusaders             | Varios                                          |
| 2014 | Kanojo ga Flag o Oraretara                               | Estudiante, Shichitoku-in                       |
| 2014 | Kindaichi Case Files R                                   | Takumi Tamaki                                   |
| 2014 | M3 the dark metal                                        | Researcher                                      |
| 2014 | Mahōka Kōkō no Rettōsei                                  | Varios                                          |
| 2014 | Nō-Rin                                                   | Estudiante                                      |
| 2014 | Ōkami Shōjo to Kuro Ōji                                  | Schoolboy                                       |
| 2014 | Ping Pong the Animation                                  | Varios personajes                               |
| 2014 | Saikin, Imōto no Yōsu ga Chotto Okaishiinda ga.          | Miembro del club de basketball                  |
| 2014 | Saki                                                     | Reportero                                       |
| 2014 | Selector Infected WIXOSS                                 | Schoolboy                                       |
| 2014 | Soul Eater Not!                                          | Schoolboy                                       |
| 2014 | Sword Art Online Ⅱ                                       | Jugador                                         |
| 2014 | Witch Craft Works                                        | Estudiante                                      |
| 2015 | Akagami no Shirayuki-hime                                | Kai Ulkir                                       |
| 2015 | Arslan Senki                                             | Soldado                                         |
| 2015 | Classroom Crisis                                         | Nagisa Kiryū                                    |
| 2015 | Daiya no Ace: Second Season                              | Kōshū Okumura                                   |
| 2015 | Denpa Kyōshi                                             | Investigador                                    |
| 2015 | Gakusen Toshi Asterisk                                   | Eishirō Yabuki                                  |
| 2015 | Kekkai Sensen                                            | Sonic Speed Monkey                              |
| 2015 | Magical Girl Lyrical Nanoha ViVid                        | Claus G.S. Ingvalt                              |
| 2015 | Mobile Suit Gundam: Iron-Blooded Orphans                 | Ein Dalton                                      |
| 2015 | Saenai Heroine no Sodatekata                             | Yoshihiko Kamigō                                |
| 2015 | Seiken Tsukai no World Break                             | Kamekichi Mannendou                             |
| 2015 | Shokugeki no Sōma                                        | Estudiante                                      |
| 2015 | Sidonia no Kishi: Dai-kyū Wakusei Sen'eki                | Trabajador, Piloto                              |
| 2015 | Star-Myu                                                 | Eigō Sawatari                                   |
| 2015 | Uta no☆Prince-sama♪ Maji Love Revolutions                | Eiji Ōtori                                      |
| 2016 | Endride                                                  | Felix                                           |
| 2016 | Kuromukuro                                               | Noah                                            |
| 2016 | Macross Delta                                            | Hayate Immelmann                                |
| 2016 | Project Qualidea                                         | Kasumi Chigusa                                  |
| 2016 | ReLIFE                                                   | Kazuomi Ōga                                     |
| 2016 | Uta no Prince-sama Maji LOVE Legend Star                 | Eiji Otori                                      |
| 2017 | Isekai wa Smartphone to Tomo ni                          | Ende                                            |
| 2017 | Mahō Tsukai no Yome                                      | Shanahan                                        |
| 2017 | Ōsama Game The Animation                                 | Yōsuke Ueda                                     |
| 2018 | Banana Fish                                              | Ash Lynx                                        |
| 2018 | Caligula                                                 | Shadow Knife                                    |
| 2018 | Dakaretai Otoko 1-i ni Odosarete Imasu.                  | Ryō Narumiya                                    |
| 2018 | Kakuriyo: Bed and Breakfast for Spirits                  | Akatsuki                                        |
| 2018 | Karakai Jōzu no Takagi-san                               | Nakai                                           |
| 2018 | Last Hope                                                | Gren Ding                                       |
| 2018 | Pop Team Epic                                            | Hōjō                                            |
| 2018 | Ryūō no Oshigoto!                                        | Yaichi Kuzuryū                                  |
| 2018 | Sanrio Danshi                                            | Seiichiro Minamoto                              |
| 2018 | Seishun Buta Yarou wa Bunny Girl Senpai no Yume wo Minai | Yūma Kunimi                                     |
| 2018 | Tokyo Ghoul:re                                           | Ginshi Shirazu                                  |
| 2018 | Yowamushi Pedal: Glory Line                              | Yūto Shinkai                                    |
| 2019 | Ahiru no Sora                                            | Momoharu Hanazono                               |
| 2019 | Beastars                                                 | Miguno                                          |
| 2019 | Daiya no Ace Act II                                      | Kōshū Okumura                                   |
| 2019 | Ensemble Stars!                                          | Jun Sazanami                                    |
| 2019 | Fruits Basket                                            | Kyō Sōma                                        |
| 2019 | Given                                                    | Ritsuka Uenoyama                                |
| 2019 | Kono Oto Tomare!                                         | Chika Kudō                                      |
| 2019 | Mix                                                      | Sōichirō Tachibana                              |
| 2019 | Ore wo Suki Nano wa Omae Dake ka yo                      | Taiyō "Sun-chan" Ōga                            |
| 2019 | Stand My Heroes: Piece of Truth                          | Hatori Ōtani                                    |
| 2020 | Fruits Basket Season 2                                   | Kyō Sōma                                        |
| 2020 | Hōsekisho Richard-shi no Nazo Kantei                     | Seigi Nakata                                    |
| 2020 | Jibaku Shōnen Hanako-kun                                 | Teru Minamoto                                   |
| 2020 | Jujutsu Kaisen                                           | Megumi Fushiguro                                |
| 2020 | Rikei ga Koi ni Ochita no de Shōmei Shite Mita           | Shinya Yukimura                                 |
| 2020 | The God of High School                                   | Sang Man-deok                                   |
| 2020 | Uchitama?! Have you seen my Tama?                        | Be Kawahara                                     |
| 2021 | Beastars Season 2                                        | Miguno                                          |
| 2021 | Boruto: Naruto Next Generations                          | Kawaki                                          |
| 2021 | Burning Kabaddi                                          | Tatsuya Yoigoshi                                |
| 2021 | Fruits Basket: The Final                                 | Kyō Sōma                                        |
| 2021 | Dr. Ramune: Mysterious Disease Specialist                | Ramune                                          |
| 2021 | RE-MAIN                                                  | Riku Momosaki                                   |
| 2021 | Getter Robo Arc                                          | Takuma Nagare                                   |
| 2021 | Scarlet Nexus                                            | Nagi Karman                                     |
| 2021 | Skate-Leading☆Stars                                      | Kensei Maeshima                                 |
| 2021 | SSSS.Dynazenon                                           | Onijya                                          |
| 2022 | Bibliophile Princess                                     | Gren Eisenach                                   |
| 2022 | Blue Lock                                                | Reo Mikage                                      |
| 2022 | Heroine Tarumono!                                        | RIO                                             |
| 2022 | Orient                                                   | Musashi                                         |
| 2022 | Orient: Awajishima Gekitou-hen                           | Musashi                                         |
| 2022 | Rikei ga Koi ni Ochita no de Shōmei Shite Mita Season 2  | Shinya Yukimura                                 |
| 2022 | Ryman's Club                                             | Takuma Kirishima                                |
| 2022 | Sasaki to Miyano                                         | Masato Hanzawa                                  |
| 2022 | Tokyo 24th Ward                                          | Ran Akagi                                       |
| 2023 | Jujutsu Kaisen Season 2                                  | Megumi Fushiguro                                |
| 2023 | Rurouni Kenshin                                          | Aoshi Shinomori                                 |
| 2023 | MF Ghost                                                 | Kanata Katagiri                                 |
| 2023 | Tondemo Sukiru de Isekai Hōrō Meshi                      | Tsuyoshi Mukōda                                 |
| 2023 | Shangri-La Frontier                                      | Rakurō Hizutome/Sunraku                         |
| 2023 | Opus Colors                                              | Kazuya Yamanashi                                |
| 2024 | Oroka na Tenshi wa Akuma to Odoru                        | Masatora Akutsu                                 |
| 2024 | Wind Breaker                                             | Haruka Sakura                                   |
| 2024 | Grendizer U                                              | Cassado Zeola Whiter                            |
| 2025 | Lazarus                                                  | Leland                                          |

### Películas
| Año  | Título                                                 | Papel            | Notas | Referencias |
| ---- | ------------------------------------------------------ | ---------------- | ----- | ----------- |
| 2016 | King of Prism by PrettyRhythm                          | Yū Suzuno        |       | [ 5 ]       |
| 2019 | Seishun Buta Yarou wa Yumemiru Shoujo no Yume wo Minai | Yūma Kunimi      |       |             |
| 2020 | Given                                                  | Ritsuka Uenoyama |       |             |

### CD dramas
| Título          | Papel        | Notas |
| --------------- | ------------ | ----- |
| Hantsuu x Trash | Yōhei Hamaji |       |
| Color Recipe    | Shoukichi    |       |

### Videojuegos
| Año  | Título                                | Papel            | Notas |
| ---- | ------------------------------------- | ---------------- | ----- |
| 2012 | PlayStation All-Stars Battle Royale   | Heihachi Mishima |       |
| 2014 | The Idolmaster SideM                  | Kaoru Sakuraba   |       |
| 2015 | Natsuiro High School: Seishun Hakusho | Taichi Masuno    |       |
| 2016 | Detective Pikachu                     | Tim Goodman      |       |
| 2016 | Caligula                              | Shadow Knife     |       |
| 2017 | The King of Fighters XIV              | Rock Howard      |       |
| 2017 | Ensemble Stars                        | Jun Sazanami     |       |
| 2022 | Genshin Impact                        | Kaveh            |       |
| 2025 | Honkai Star Rail                      | Anaxagoras       |       |

### Doblaje
- Avatar: The Way of Water - Miles "Spider" Socorro
- Top Gun: Maverick - Mickey "Fanboy" Garcia